# Cunac
Cunac é uma comuna francesa na região administrativa de Occitânia, no departamento de Tarn. Estende-se por uma área de 6,38 km². Em 2010 a comuna tinha 1 636 habitantes (densidade: 256,4 hab./km²).